# Guillermo Rossell de la Lama
Guillermo Rossell de la Lama (Pachuca, Hidalgo; 22 de julio de 1925-Ciudad de México; 6 de septiembre de 2010) fue un arquitecto y político mexicano, miembro del Partido Revolucionario Institucional. Ocupó los cargos de Secretario de Turismo y de Gobernador del Estado de Hidalgo.

## Biografía

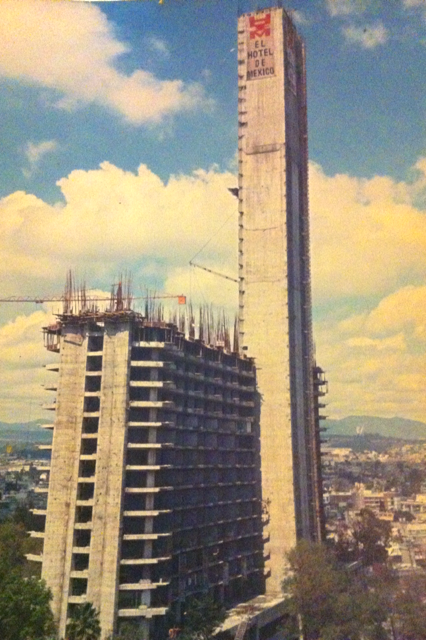
Hotel de México

Guillermo Rossell de la Lama fue arquitecto egresado de la Universidad Nacional Autónoma de México, entre sus principales obras arquitectónicas estuvo el Hotel de México que se convertiría en el World Trade Center México y al Polyforum Cultural Siqueiros. Entre los cargos gubernamentales que ocupó estuvo el de Presidente de las Juntas Federales de Mejoras Materiales, puesto en el que se desempeñó como superior de José López Portillo, comenzando desde entonces una amistad que se consolidaría cuando López Portillo fue elegido presidente y lo designó como titular de la Secretaría de Turismo a partir del 1 de diciembre de 1976, renunció al cargo al ser postulado candidato del PRI a gobernador de Hidalgo, siendo electo y ejerciendo la gubernatura en el periodo de 1 de abril de 1981 al 31 de marzo de 1987, al terminar su gobierno se retiró a sus actividades particulares.
Falleció en la Ciudad de México el 6 de septiembre de 2010.